# Haworthia vlokii
Haworthia vlokii är en grästrädsväxtart som beskrevs av Martin Bruce Bayer. Haworthia vlokii ingår i släktet Haworthia och familjen grästrädsväxter. Inga underarter finns listade i Catalogue of Life.